# جایزه بزرگ موناکو ۱۹۵۶
جایزه بزرگ موناکو ۱۹۵۶ (انگلیسی: ‎1956 Monaco Grand Prix‎) یک مسابقهٔ موتوری در رشتهٔ اتومبیل‌رانی فرمول یک بود که در تاریخ ۱۳ مهٔ ۱۹۵۶ در پیست موناکو واقع در مونت‌کارلو، موناکو برگزار شد. این گراند پری در میان ۸ گراند پری در فصل ۱۹۵۶، مسابقهٔ شمارهٔ ۲ بود.
در این مسابقه که در ۱۰۰ دور و به مسافت ۳۱۴٫۵۰۰ کیلومتر (۱۹۵٫۴۲۱ مایل) برگزار شد، پول پوزیشن توسط خوان مانوئل فانخیو کسب شد و سریع‌ترین زمان برای طی یک دور پیست که برابر با ۱:۴۴٫۴ بود نیز توسط خوان مانوئل فانخیو به ثبت رسید.
استیرلینگ ماس از تیم مازراتی، پیتر کالینز و خوان مانوئل فانخیو (به‌طور مشترک) از تیم فراری و ژان بهرا از تیم مازراتی به‌ترتیب مقام‌های اول تا سوم مسابقه را کسب کردند.

## رده‌بندی قهرمانی پس از مسابقه
| رده‌بندی قهرمانی رانندگان \| \| جایگاه \| راننده \| امتیاز \| \| -------- \| ------ \| ------------------ \| ------ \| \| \| ۱ \| ژان بهرا \| ۱۰ \| \| \| ۲ \| خوان مانوئل فانخیو \| ۹ \| \| ۷ \| ۳ \| استیرلینگ ماس \| ۸ \| \| ۱ \| ۴ \| لوییجی موسو \| ۴ \| \| ۱ \| ۵ \| مایک هاثورن \| ۴ \| \| منبع:[۱] \| \| \| \| |        |                    |        |
| | جایگاه | راننده             | امتیاز |
| | ۱      | ژان بهرا           | ۱۰     |
| | ۲      | خوان مانوئل فانخیو | ۹      |
| ۷ | ۳      | استیرلینگ ماس      | ۸      |
| ۱ | ۴      | لوییجی موسو        | ۴      |
| ۱ | ۵      | مایک هاثورن        | ۴      |
| منبع: |        |                    |        |

یادداشت
- تنها پنج جایگاه نخست از هر رده‌بندی نمایش داده شده‌است.